# Anillo (arquitectura)

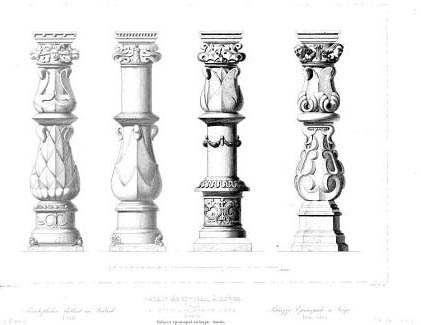
Columnas renacentistas con anillos

En arquitectura se llama anillo al motivo de ornamentación aplicado a los fustes de las columnas y destinado a cortar las líneas de las estrías en los órdenes antiguos. 
El Renacimiento puso en boga los anillos. En el estilo gótico los anillos parece como que enlazan las columnas a las molduras horizontales de más bulto. De este modo, decoran las superficies inmediatas tomando frecuentemente el nombre de armillas o anillitos. 
También se conoce como anillo a la moldura cuadrada o filete unida a una apófisis colocado en lo alto y la base de un fuste de una columna así como a la serie de hojarasca ornamental que separa la porción estriada de la porción lisa de las columnas salomónicas. Esta fueron usadas frecuentemente en los siglos XVII y XVIII para la decoración de los retablos del altar mayor de las iglesias. 